# Astérix (jeu vidéo, 1983)
Pour les articles homonymes, voir Astérix (homonymie) et Astérix (série de jeux vidéo).
Astérix est un jeu vidéo sorti en 1983 sur Atari 2600 qui met en scène le personnage éponyme. C'est l'adaptation européenne du jeu vidéo Taz mettant en scène Taz, le diable de Tasmanie des personnages des Looney Tunes. La seule différence entre les deux jeux est que les sprites de Taz et les objets sont remplacés par ceux d'Astérix et d'autres objets.

## Système de jeu
La jouabilité est assez simple. Le joueur guide Astérix (la tête du personnage éponyme) ou Taz (représenté par une tornade) entre les lignes du niveau afin d'attraper des chaudrons (Astérix) ou de manger des hamburgers (Taz) et d'éviter des harpes (des bâtons de dynamites dans Taz). Le jeu n'utilise pas le bouton et la difficulté augmente de par l'augmentation de la vitesse des objets à l'écran. Au fil du jeu, les chaudrons (ou hamburgers) peuvent être remplacés par d'autres objets tels que des boucliers, lampes de génie et poisson (fûts de bière et hot-dogs pour Taz). Les seuls effets sonores sont un son qui ressemble à celui d'une explosion lorsque le joueur touche une harpe ou un bâton de dynamite, et un bip lorsque le joueur touche tout autre objet.